# Kajiado
Kajiado este un oraș din Kajiado, Kenya.